# 玉の輿
玉の輿（たまのこし）は、女性が社会的地位のある男性や資産家の男性と結婚することにより、自分も社会的地位を手に入れたり裕福な立場になること。男性が金持ちの女性と結婚する場合は、俗に「逆玉（ぎゃくたま）」と呼ばれる。
語源としては、貴人が乗る輿を指す言葉「玉輿（ぎょくよ）」である。この言葉は中国に由来し、日本でも平安時代頃には文献に登場している。この「玉」は、貴人そのものを指す修飾（類語：玉体、玉音）であると共に、そうした人々が乗るような、金銀財宝（玉）で飾り立てられたりっぱな輿、の意味と取ることも出来る。
そして、そうした貴人の家に嫁入りすることになった女性は、同様に（貴人の一員になるという意味で）玉の輿にのって婚家に向かう情景から、転じて「玉の輿にのる」こと自体を「婚姻を通じて富貴の身分となる」とする連想により、本項でいう、いわゆるシンデレラストーリーを表す意味に繋がっている。

## 語源
「玉の輿」の語源と意味については上記のとおりであるが、元々は単に「貴人の乗る輿」の意味であった「玉輿」がこうした意味合いを持つにいたった経緯については下記のように幾つかの由来譚が挙げられている。

### お玉説
江戸時代のお玉という女性のことだとする説がある。八百屋の娘として産まれたお玉は、三代将軍徳川家光の側室となり、五代将軍となる綱吉を産んだ。綱吉が将軍となった後に、官位は従一位となったが、これは春日局の従二位すら超えており、女性としては最高位である。八百屋の娘が将軍の側室となることによってそのように登りつめたことより、「玉の輿」という言葉と彼女の名前である「お玉」そしてその人生を結び付けて、現在の意味が生まれたとする由来譚である。
なお「玉の輿」という言葉それ自体がお玉を語源とする、という言説もあるが、これは誤りである。

### 京都西陣の八百屋に生まれたお玉説

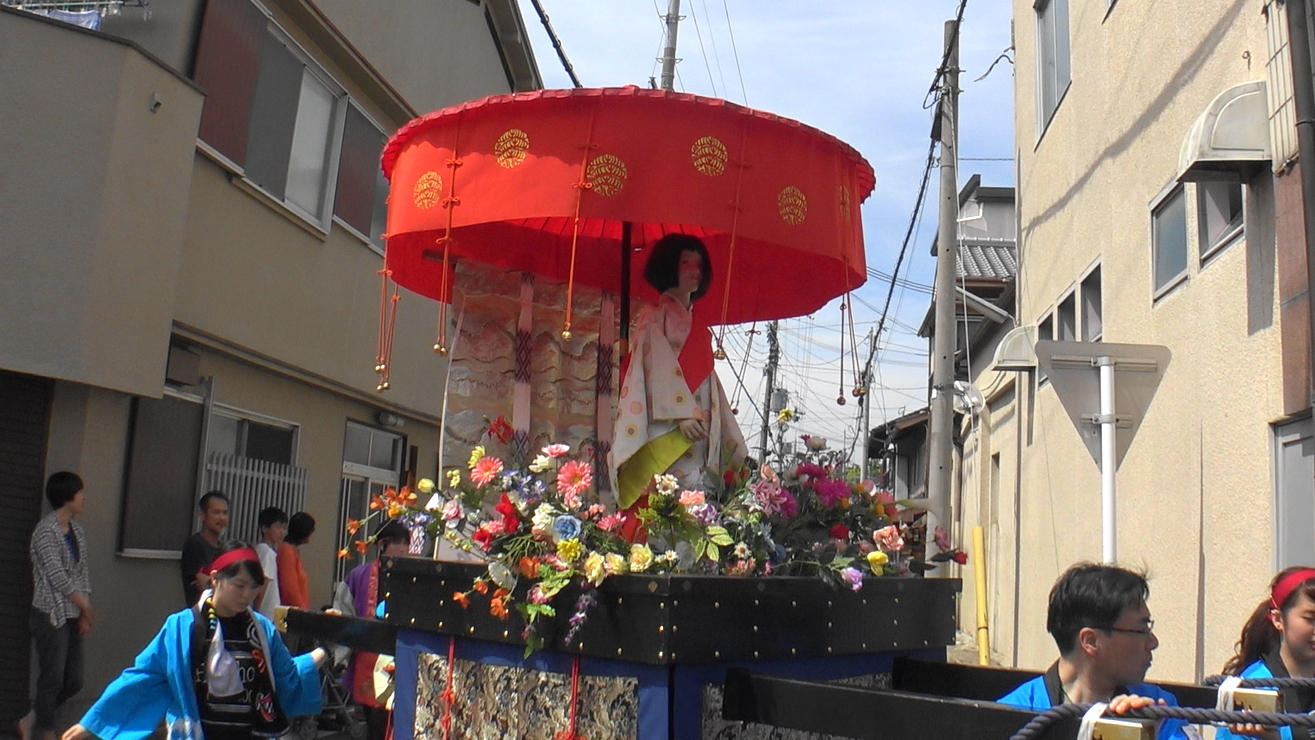
今宮祭での玉の輿

玉の輿の玉とは、三代将軍徳川家光に見初められ、京都の西陣の身分の低い八百屋の娘として産まれたお玉が、当時、格も高く由緒もあった西陣の大店である本庄家に養女と出され、江戸まで輿に乗って嫁いだことから、玉の輿という諺が生まれたとされる。現在もそのお玉を養女に入れた本庄家は存在し、本庄家のある京都市上京区芝大宮町の鉾は菊の御紋が入っている。鉾は今宮神社に預けられていたが現在は町内会で管理されており、お玉の輿入れについても町内会が持つ本〈非売品〉にも記載されているとされる。ただし史実では、玉（光子。桂昌院。）の養父の本庄宗正（北小路太郎兵衛）は商人ではなく、二条家の家司、いわゆる青侍であり、玉の義兄も実弟もそれぞれ幕府に取り立てられており、商人ではない。

### 列子（たまこ）説
上記の桂昌院説ほど著名ではないが、京都の勧修寺に伝わる、醍醐天皇の祖母にあたる列子を由来とする、という説もある。
今昔物語集によると、藤原一族のひとり藤原高藤が鷹狩のさいに大雨に会い、雨宿りに入った下級貴族の屋敷で見初めたのが、その屋敷の娘である列子であったという。のちに列子は高藤の正室となり、二人の間に産まれた娘は宇多天皇に嫁ぎ、その息子が後に即位して醍醐天皇となった。
勧修寺は醍醐天皇が、若くして亡くなった母のために祖母・列子の実家跡に建てた寺であり、寺の縁起として上記の由来譚が伝わっているとしている。

## 玉の輿をテーマとする作品
童話
- シンデレラ
- 鉢かづき
- 住吉物語
- 落窪物語

テレビドラマ
- ガラスの靴（1997年、日本テレビ）
- やまとなでしこ（2000年、フジテレビ）
- 山田太郎ものがたり（2007年、TBS系）

映画
- 百万長者と結婚する方法（1953年）

小説
- 金色夜叉（尾崎紅葉）